# عروج (فیلم)
عروج (روسی: Восхождение) یک فیلم به کارگردانی لاریسیا شپیتکو است که در سال ۱۹۷۷ منتشر شد. این فیلم را بر اساس رمانی از واسیل بیکوف به نام «سوتنیکوف» ساخته شد. فیلم عروج برنده جایزه خرس طلایی در دوره بیست و هفتم جشنواره بین‌المللی فیلم برلین شد.